# Going Hard 2
Going Hard 2 è il secondo mixtape del rapper italiano Tony Boy, pubblicato il 2 settembre 2021 dalla Gorilla Records.

## Tracce
1. Gg – 2:20
2. Piumini – 3:05
3. Emoji della traphouse (feat. Slings) – 3:13
4. Settembre dentro – 2:38
5. Bicchieri di plastica (feat. Yamba) – 2:38
6. Sesto senso – 3:01
7. 7 Am – 2:19
8. Da soli (feat. Touché) – 3:08
9. Maledetta primavera – 3:21
10. Come mi guardi – 3:23
11. Lockdown (feat. Jamil) – 3:19
12. Oltre – 2:43
13. Ancora qua – 3:01